# Buckner (Illinois)
Buckner é uma vila localizada no estado americano de Illinois, no Condado de Franklin.

## Demografia
Segundo o censo americano de 2000, a sua população era de 479 habitantes. 
Em 2006, foi estimada uma população de 495, um aumento de 16 (3.3%).

## Geografia
De acordo com o United States Census Bureau tem uma área de 
2,3 km², dos quais 2,3 km² cobertos por terra e 0,0 km² cobertos por água.

## Localidades na vizinhança
O diagrama seguinte representa as localidades num raio de 12 km ao redor de Buckner. 